# Komitat Szatmár
Das Komitat Szatmár (deutsch auch Komitat Sathmar, ungarisch Szatmár vármegye, lateinisch Comitatus Szathmariensis) war eine Verwaltungseinheit im Nordosten des Königreichs Ungarn. Verwaltungssitz war Nagykároly (1938–1940 Mátészalka, ab 1940 Szatmárnémeti).

## Geographie

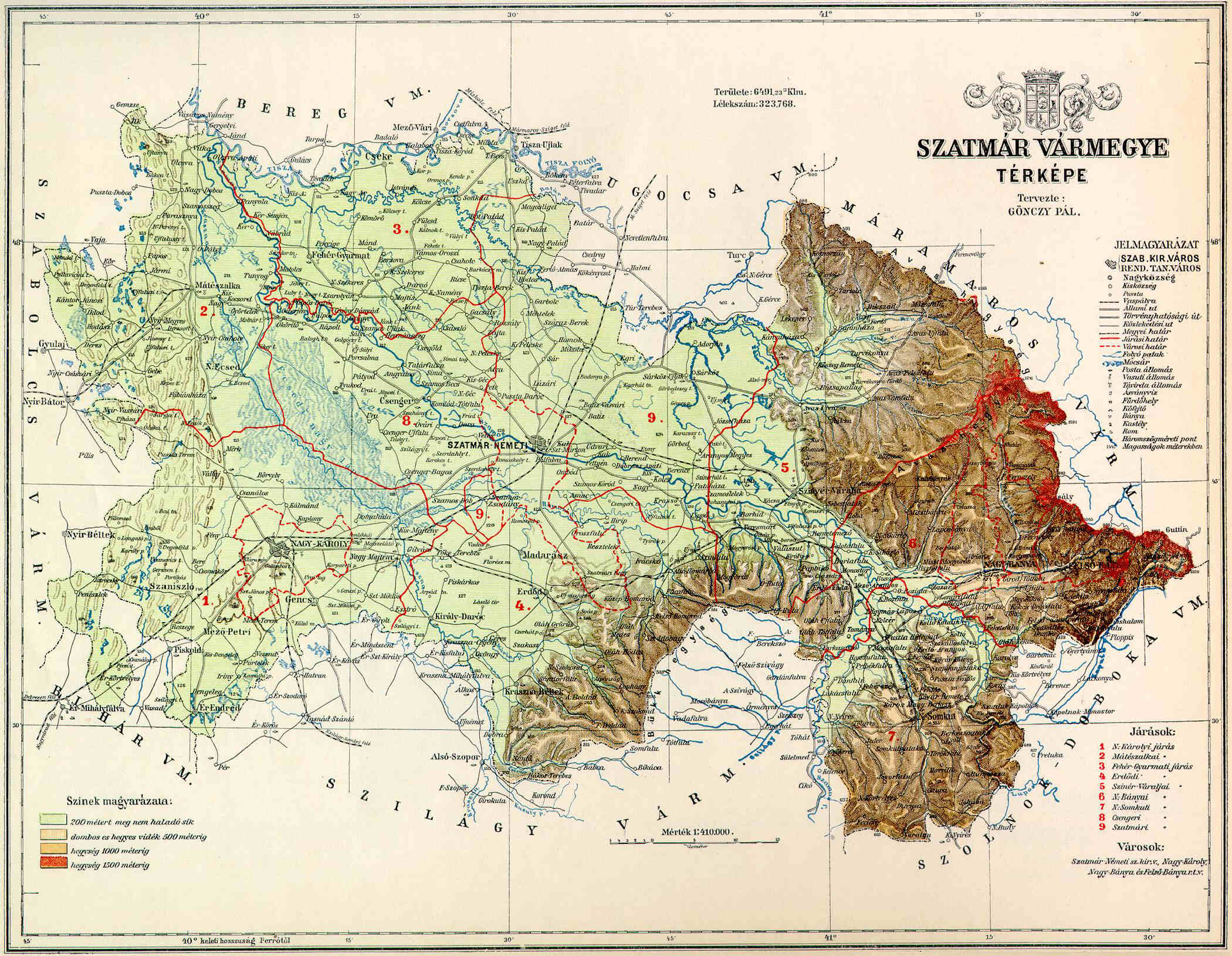
Karte des Komitats Szatmár um 1890

Das Komitat grenzte im Norden an das Komitat Bereg, im Nordosten an das Komitat Ugocsa, im Osten an das Komitat Máramaros, im Südosten an das Komitat Szolnok-Doboka, im Süden an die Komitate Bihar und Szilágy und im Westen an das Komitat Szabolcs.
Es lag südlich der Theiß und wurde vom Szamos durchflossen. 1910 hatte es 396.600 Einwohner auf einer Fläche von 6.287 km².
Heute liegt der kleinere Teil (etwa 1/4 des Gebiets) im Nordosten Ungarns, der größere Teil (etwa 3/4 des Gebiets) im Nordwesten Rumäniens (im heutigen Kreis Satu Mare). Ein kleiner Teil um den Ort Welyka Palad (damals ungarisch Nagypalád) gehört heute zur Ukraine (in der Oblast Transkarpatien).

## Geschichte

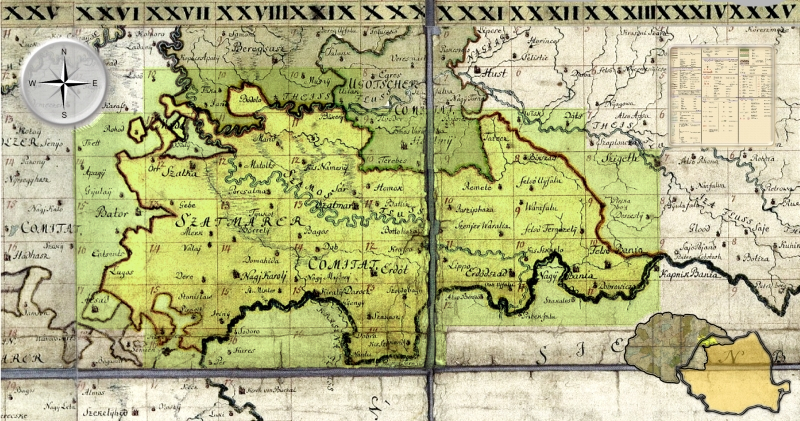
Komitat Szatmár, 1782–85

Das Komitat war bis 1920 vollständig Teil des Königreichs Ungarn und wurde dann durch den Vertrag von Trianon zwischen Ungarn und Rumänien (in den Kreis Satu Mare eingegliedert) aufgeteilt. 1921 kam ein kleiner Teil um Nagypalád durch einen Gebietstausch zur neu entstandenen Tschechoslowakei (als Teil der Karpatenukraine). Der bei Ungarn verbliebene Teil wurde 1923 mit den benachbarten Rumpfkomitaten zum Komitat Szatmár-Ugocsa-Bereg vereinigt. Aus diesem ging 1950 das Komitat Szabolcs-Szatmár hervor, das 1990 in Komitat Szabolcs-Szatmár-Bereg umbenannt wurde.
In Folge des Ersten Wiener Schiedsspruchs, bei dem Ungarn Teile der Tschechoslowakei wiedererlangte, wurde das Komitat Szatmár 1938 mit den Bezirken Csenger, Fehérgyarmat und Mátészalka wiederhergestellt. Verwaltungssitz wurde Matészalka. Als 1940 Nordsiebenbürgen durch den Zweiten Wiener Schiedsspruchs erneut zu Ungarn kam, lag das Gebiet des ursprünglichen Komitats wieder vollständig auf ungarischem Boden. Komitatssitz wurde Szatmárnémeti. Nach dem Ende des Zweiten Weltkriegs wurde der Vorkriegszustand wiederhergestellt, wobei der kleine tschechoslowakische Teil jedoch Teil der Sowjetunion (genauer der Ukrainischen SSR) wurde. Seit 1991 ist dieser Teil wiederum Teil der nunmehr unabhängigen Ukraine (hier in der Oblast Transkarpatien gelegen).

## Bezirksunterteilung

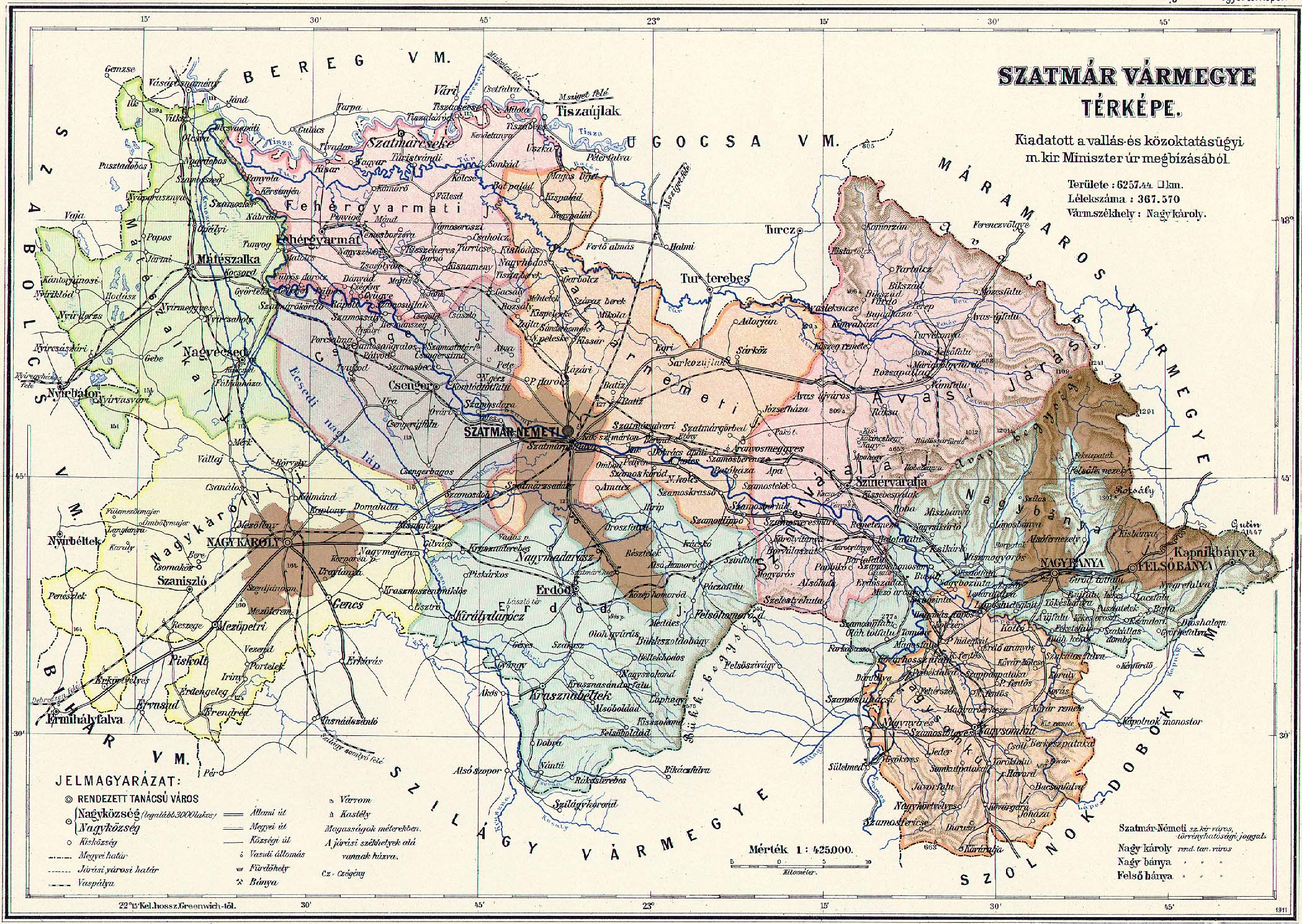
Administrative Karte

Im frühen 20. Jahrhundert bestand folgende Verwaltungseinteilung:
| Stuhlbezirke (járások)                      | Stuhlbezirke (járások)         |
| Stuhlbezirk                                 | Verwaltungssitz                |
| ------------------------------------------- | ------------------------------ |
| Bezirk Avas                                 | Avasújváros, heute Orașu Nou   |
| Bezirk Csenger                              | Csenger                        |
| Bezirk Erdőd                                | Erdőd, heute Ardud             |
| Bezirk Fehérgyarmat                         | Fehérgyarmat                   |
| Bezirk Mátészalka                           | Mátészalka                     |
| Bezirk Nagybánya                            | Nagybánya, heute Baia Mare     |
| Bezirk Nagykároly                           | Nagykároly, heute Carei        |
| Bezirk Nagysomkút                           | Nagysomkút, heute Șomcuta Mare |
| Bezirk Szatmárnémeti                        | Szatmárnémeti, heute Satu Mare |
| Bezirk Szinérváralja                        | Szinérváralja, heute Seini     |
| Munizipalstadt (törvényhatósági jogú város) |                                |
| Szatmárnémeti, heute Satu Mare              |                                |
| Stadtbezirke (rendezett tanácsú városok)    |                                |
| Nagykároly, heute Carei                     |                                |
| Nagybánya, heute Baia Mare                  |                                |
| Felsőbánya, heute Baia Sprie                |                                |

Carei, Satu Mare, Seini, Baia Mare, Șomcuta Mare, Ardud und Baia Sprie liegen im heutigen Rumänien.